# 歌のスターパレード
『歌のスターパレード』（うたのスターパレード）は、1968年4月6日から1975年9月、および1976年10月2日から同年12月までフジテレビで放送されていた歌謡番組である。

## 概要
第1期・第2期ともに土曜12時台に放送。直後の13時台には、同じく歌謡番組の『テイチク歌のビッグショー』が放送されていた。第1期は7年半にわたって放送されたが、第1期の終了から1年後にスタートした第2期はわずか3か月で終了した。
第1期では月の家円鏡（後の八代目橘家圓蔵）が司会を、由紀さおりがアシスタントを務めていた。ただし、月の家が出演していたのは1974年3月までであり、以後の司会者については不明。また、第2期の司会者も不明。
第1期の前期には東京ヴィデオ・ホール（東京都千代田区有楽町）からの、後期には新橋ヤクルトホール（東京都港区東新橋）からの生放送を行っていた。第2期は収録番組で、フジテレビ本社旧社屋（東京都新宿区河田町）の第7スタジオで収録されていた。

## 放送時間
いずれも日本標準時。

### 第1期
- 土曜 12:00 - 12:45 （1968年4月6日 - 1972年9月）
- 土曜 12:00 - 12:50 （1972年10月7日 - 1975年9月） - 12:45から放送されていた『サンケイテレニュースFNN』の放送枠縮小を受けて拡大。

### 第2期
- 土曜 12:00 - 12:30 （1976年10月2日 - 1976年12月）

## スタッフ
番組製作は、当初はフジテレビが単独で行っていたが、後にフジテレビとフジプロダクションの共同製作へ移行した。

### 第1期
- 構成：保富康午（東京ヴィデオ・ホール時代） → 保富康午、中山淳太朗（新橋ヤクルトホール時代）
- プロデューサー：熊谷雅弘（新橋ヤクルトホール時代）
- 演出：千秋与四夫（東京ヴィデオ・ホール時代） → 久保田逸博、宮本洋（新橋ヤクルトホール時代）
- 制作：フジテレビ（東京ヴィデオ・ホール時代） → フジテレビ、フジプロダクション（新橋ヤクルトホール時代）

参考：

### 第2期
- 構成：保富康午
- 音楽：服部克久
- 演出：新井義春、田熊清
- プロデューサー：熊谷雅弘
- 制作：フジテレビ、フジプロダクション

参考：

## ネット局
特記の無い限り全て放送時間は制作局・フジテレビと同じで、同時ネット
- フジテレビ（制作局）
- 北海道文化放送（1972年4月1日開局から[5]）
- 秋田テレビ：月曜 19:00 - 19:30[6]
- 山形テレビ[7]
- 仙台放送[8]
- 長野放送[9]
- 富山テレビ（45分時代は同時ネット[10]、50分時代は45分短縮版を放送[11]）
- 石川テレビ（同上）[10][11]
- 福井テレビ（50分時代は45分短縮版を放送[11]）
- テレビ静岡[12]
- びわ湖放送（土曜日21時に放送）
- サンテレビ（土曜日11時に放送）
- テレビ和歌山（土曜日22時に放送）
- 山陰中央テレビ[13]
- 岡山放送[14]
- テレビ愛媛[15]
- テレビ西日本[16]
- サガテレビ[16]
- テレビ熊本
- 鹿児島テレビ[17]